# Bothrops punctatus
Bothrops punctatus – gatunek jadowitego węża z rodziny żmijowatych (Viperidae) i podrodziny grzechotników (Crotalinae).

## Systematyka
Takson ten po raz pierwszy zgodnie z zasadami nazewnictwa binominalnego opisał w 1896 roku kolumbijski herpetolog Evaristo García w książce Los Ofidios Venenosos del Cauca. Métodos empíricos y racionales empleados contra los accidentes producidos por la mordedura de esos reptiles. Autor nadał wężowi nazwę Lachesis punctatus. Jako miejsce typowe podał Las Montañas de Dagua w Valle del Cauca w Kolumbii. Do opisu dołączona była tablica barwna. Holotyp nie został zlokalizowany. Nie wyróżnia się podgatunków.

### Etymologia
- Bothrops: gr. βoθρος bothros „rów, wgłębienie”[7]; ωψ ōps, ωπος ōpos „oko”[8].
- punctatus – łac. pūnctāta – „nakrapiany, w kropki”[5].

## Morfologia
Jest to duży, smukły, nadrzewny wąż o długości dochodzącej nawet do 1300 mm. Tęczówka od brązowej do żółtej z ciemnymi siateczkami, stająca się jaśniejsza wzdłuż obwodu, źrenice czarne, pionowe. Grzbiet od jasnobrązowego do zielonkawobrązowego lub oliwkowego, zazwyczaj z 16–22 parami ciemniejszych, brązowych lub ciemnobrązowych plam o kształcie kwadratowym lub romboidalnym, które często zlewają się ze sobą na linii kręgosłupa, tworząc rodzaj poprzecznych pasów lub nieregularnych kształtów. Plamy te mają często jaśniejsze obrzeża. Głowa trójkątna, zazwyczaj w kolorze grzbietu (od jasnobrązowego do zielonkawobrązowego) z symetrycznymi, ciemnobrązowymi znakami. Charakteryzuje się również wyraźnym, ciemnobrązowym pasem policzkowym, który rozciąga się od oka do krawędzi pyska. Podobnie jak wszystkie grzechotniki, ma jamki policzkowe, niewielkie zgłębienia znajdujące się pomiędzy okiem a nozdrzem, wyposażone w receptory podczerwieni, umożliwiające mu wyczuwanie ofiary i polowanie w całkowitej ciemności. Młode osobniki często posiadają jaskrawo ubarwiony koniuszek ogona (często żółtawy u samców i różowy/białawy u samic), który służy jako wabik dla ofiar. Brzuch od kremowego do jasnobrązowego, często z brązowymi plamami lub cętkami.
Wymiary:
|                          | Samiec  | Samica  |
| Długość całkowita (mm)   | 1190    | 1300    |
| Łuski grzbietowe (rzędy) | 19–23   | 19–23   |
| Tarczki brzuszne         | 186–211 | 191–213 |
| Tarczki podogonowe       | 70–95   | 80–90   |
| Tarczki nadwargowe SL    | 7–9     | 7–9     |

## Występowanie
Bothrops punctatus występuje w Ameryce Centralnej i północno-zachodniej Ameryce Południowej, od wschodniej Panamy poprzez zachodnią Kolumbię do północno-zachodniego Ekwadoru. Występuje od nizin przesmyku Darién do stoków Andów na wysokościach do prawie 2300 m n.p.m.

## Ekologia i zachowanie
Bothrops punctatus jest wężem nadrzewno-naziemnym, prowadzącym nocny i zmierzchowy tryb życia. Zamieszkuje stare lub wtórne wiecznie zielone lasy nizinne, obrzeża lasów, wiejskie ogrody i plantacje (gujawy). Większość czasu spędzają zwinięte na poziomie gruntu lub na roślinności do 18 m nad ziemią. Polują z zasadzki. Młode osobniki żywią się głównie stawonogami, płazami bezogonowymi i jaszczurkami, dorosłe natomiast głównie gryzoniami i ptakami. Zarówno młode, jak i dorosłe osobniki wabią ofiarę, poruszając jaskrawo kolorowymi ogonami jako przynętą.
Bothrops punctatus jest gatunkiem silnie jadowitym. Dawka śmiertelna LD50 2,4 mg/kg. W badaniach molekularnych stwierdzono, że jad tego gatunku składa się z białek należących do co najmniej dziewięciu rodzin toksyn; są to: dominujące metaloproteinazy (41,5% całkowitych białek), następnie lektyna typu C/białka podobne do lektyny (16,7%), peptydy potencjalizujące bradykininę (10,7%), fosfolipazy A2 (9,3%), proteazy serynowe (5,4%), dezintegryny (3,8%), oksydazy L-aminokwasowe (3,1%), czynniki wzrostu śródbłonka naczyniowego (1,7%) i bogate w cysteinę białka wydzielnicze (1,2%). Łącznie 6,6% białek nie zostało zidentyfikowanych. W przypadku ukąszenia przez węża ludzi jego jad powoduje miejscowy ból, obrzęk, intensywne krwawienie, martwicę, utratę czynników krzepnięcia krwi, ostrą niewydolność nerek i prawdopodobnie także śmierć. W niektórych rejonach Kolumbii 6–6,4% ukąszeń węży przypisuje się temu gatunkowi.
Inkubacja jaj odbywa się w ciele samicy, która „rodzi” już wyklute młode, w jednym miocie liczba osobników dochodzi do 20.

## Status zagrożenia
W Czerwonej księdze gatunków zagrożonych IUCN Bothrops punctatus jest klasyfikowany jako gatunek najmniejszej troski (LC, ang. Least Concern). Liczebność populacji nie jest znana, podobnie jak jej trend. Gatunek jest opisywany jako rzadki.